# Antonio Scaglione
Pour les articles homonymes, voir Scaglione.
Antonio Scaglione est un architecte sicilien du XVIe siècle.

## Biographie
Antonio Scaglione était spécialisé dans l'architecture gothique qu'il continua à promouvoir bien après que le style de la Renaissance eut commencé à la supplanter en popularité.
L'église Santa Maria di Porto Salvo, à Palerme, qui avait été entamée façon Renaissance par Antonello Gagini (1478 - 1536), l'un des rares architectes à avoir développé l'art de la Renaissance en Sicile, fut ensuite achevée par Scaglione dans le plus pur style gothique.